# IC 4147
IC 4147 је спирална галаксија у сазвјежђу Береникина коса која се налази на листи објеката дубоког неба у Индекс каталогу.
Деклинација објекта је + 20° 15' 1" а ректасцензија 13h 4m 9,5s. Привидна величина (магнитуда) објекта IC 4147 износи 17,4 а фотографска магнитуда 18,0.